# Arena Fonte Nova
Casa de Apostas Arena Fonte Nova é um estádio de futebol localizado em Salvador, no estado brasileiro da Bahia, reconstruído no mesmo local do antigo Estádio Octávio Mangabeira, da qual herdou o apelido "Fonte Nova". O nome oficial da arena é Complexo Esportivo Cultural Octávio Mangabeira. Entretanto, por questões de patrocínios de nome, foi conhecido por Itaipava Arena Fonte Nova entre 2013 e 2023, para em 2024 ganhar o nome atual após os direitos serem vendidos para a empresa de apostas Casa de Apostas.
Para a construção, a antiga estrutura foi implodida em 29 de agosto de 2010 para dar lugar à Arena Fonte Nova, projeto de sede baiana para a Copa do Mundo FIFA de 2014. No início do mês de janeiro de 2013 atingiu 90% das obras concluídas, tendo sido o quarto estádio mais avançado dentre os doze que sediaram a Copa das Confederações de 2013 e a Copa do Mundo de 2014. E em março, alcançou 99% das obras concluídas. O estádio foi oficialmente inaugurado no dia 5 de abril com presença da então presidente Dilma Rousseff. O primeiro jogo da arena foi o clássico Ba-Vi, ocorrido dois dias depois, onde o Vitória se sagrou vencedor por 5 a 1. Renato Cajá, jogador do rubro-negro baiano, entrou para a história ao marcar o primeiro gol após a inauguração.
Utiliza o mesmo modelo de gestão multiuso de sucesso na Europa, o da Johan Cruijff Arena, um dos maiores centros de lazer do mundo, casa do Ajax. O estádio tem capacidade oficial para 47.907 pessoas em três níveis de arquibancadas com assentos cobertos, camarotes, vista para o estádio e para o Dique do Tororó e 2 mil vagas de estacionamento. Sua estrutura abriga também sala de imprensa, quiosques, elevadores, sanitários e centro de negócios que funciona independentemente dos jogos. Além de partidas de futebol, a Arena Fonte Nova permite a realização de outros eventos como apresentações musicais, congressos e encontros de negócios. Sua estrutura verticalizada, com três anéis de arquibancada, coloca o público mais próximo do espetáculo promovendo um maior envolvimento e favorecendo a acústica.

## História

### Antecedentes

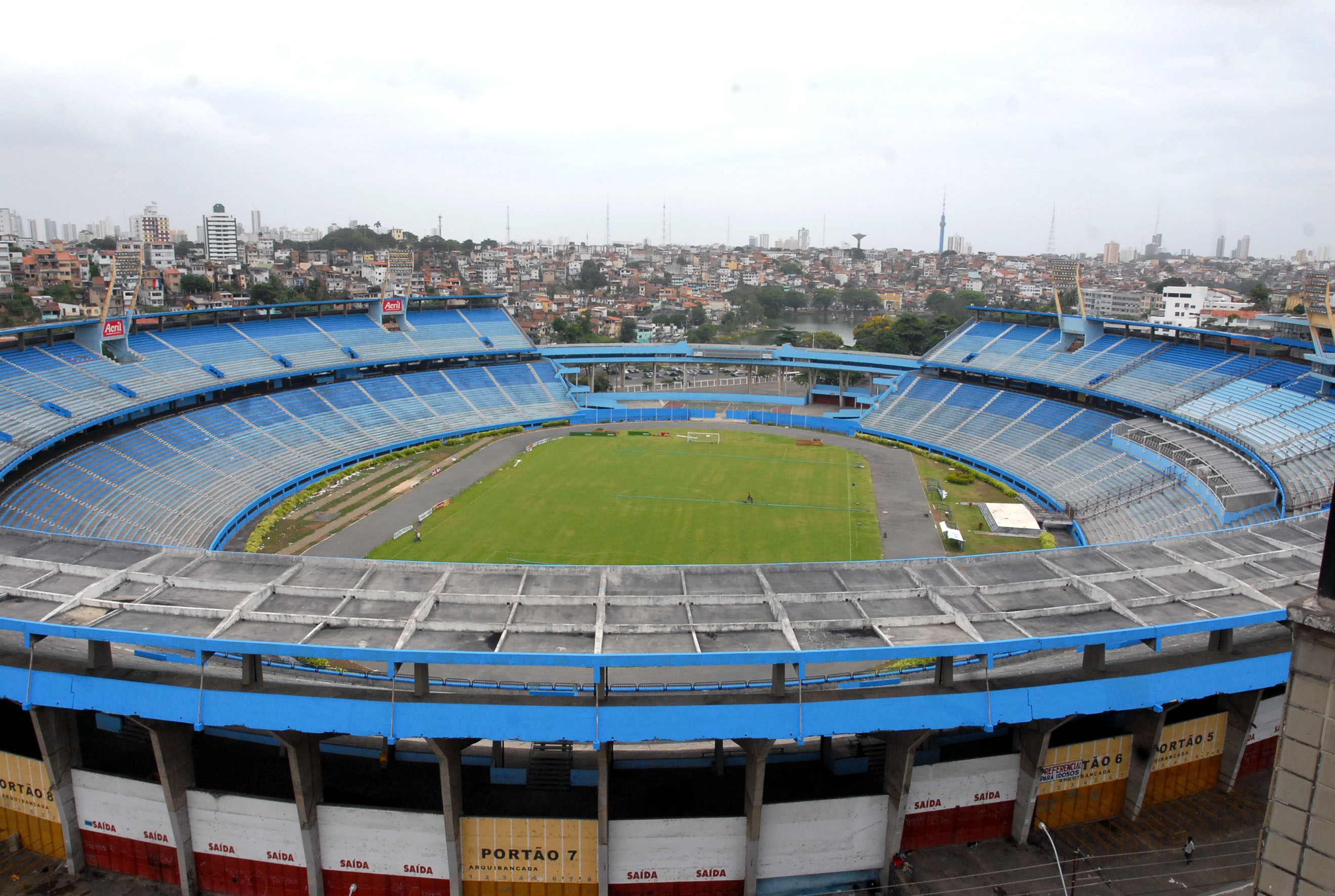
Antigo estádio Octávio Mangabeira.

Inaugurado em 1951 com capacidade estimada em 30 mil torcedores e depois ampliada com a construção do anel superior para algo em torno de 80 mil pessoas, a antiga Fonte Nova funcionou desde então até seu fechamento em 2007 por conta do grave acidente que ocorreu no estádio. O caso aconteceu na tarde do dia 25 de novembro durante jogo válido pela Série C de 2007, entre Bahia e Vila Nova, de Goiás. O jogo estava empatado em 0 a 0, quando uma parte da arquibancada do anel superior do estádio não resistiu ao grande número de pessoas e cedeu por volta dos trinta e cinco minutos do segundo tempo, matando sete pessoas na hora e deixando dezenas de feridos, numa altura superior a 20 metros. Na época, o estádio era considerado um dos piores do Brasil pelo Sindicato Nacional das Empresas de Arquiteturas e Engenharia (Sinaenco). Ao final da partida, onde mais de 60 mil pessoas estavam presentes, a torcida do Bahia invadiu o gramado da Fonte Nova para comemorar o acesso à Série B do ano seguinte.
No dia seguinte ao desabamento, o engenheiro Vicente Castro ressaltou que a opção mais viável para o estádio era sua implosão. A sua opinião esteve longe de ser um consenso, a exemplo do Instituto de Arquiteto da Bahia (IAB) e do arquiteto Paulo Ormindo, que atestaram ser a estrutura perfeitamente recuperável (apenas a arquibancada estava degradada). Mesmo assim, um dia depois, em 27 de novembro, o governador da Bahia, Jaques Wagner, anunciou que a Fonte Nova seria implodida e um novo estádio será construído no mesmo lugar, dentro dos padrões recomendados pela FIFA para abrigar jogos da Copa do Mundo de 2014, além de estar cotado para receber partidas de futebol dos Jogos Olímpicos Rio 2016. Nesse período de interdição da Fonte Nova, o Bahia, clube então mandante, teve que realizar inclusive algumas partidas fora de Salvador, até a conclusão da reforma do estádio de Pituaçu em 2009. A partir de então foi iniciado os procedimentos para a edificação de um novo estádio no mesmo local do antigo.

### Projeto e demolição
O projeto arquitetônico do novo estádio, agora sob a concepção de Arena, que preserva o formato de ferradura com abertura para o Dique do Tororó, representa não apenas uma reverência ao projeto original, de Diógenes Rebouças, como também dará maior funcionalidade à arena, possibilitando montagem e desmontagem de palcos para os mais variados espetáculos. Inicialmente o nome proposto seria Arena Salvador.
A empresa paulista Setepla Tecnometal Engenharia e a alemã Schulitz + Partner Architekten em parceria com a paulista Tetra Projetos foram responsáveis pelo desenvolvimento do projeto. Elas foram escolhidas entre outras seis empresas que participaram do Procedimento de Manifestação de Interesse (PMI) — instrumento que permite o setor público obter, de consultores externos ou das empresas interessadas em disputar futuros contratos de concessão, estudos de viabilidade sobre projetos de infraestrutura que estão na agenda da tomada de decisão do poder concedente —, realizado pelo governo estadual para o projeto da Fonte Nova. A avaliação das propostas foi realizada pelo Núcleo Técnico constituído pelo governo estadual, que contou com o suporte da Fundação Instituto de Administração (FIA), da Universidade de São Paulo (USP), baseada em mais de 50 critérios técnicos nos itens de sustentabilidade, instalações e jurídicos.

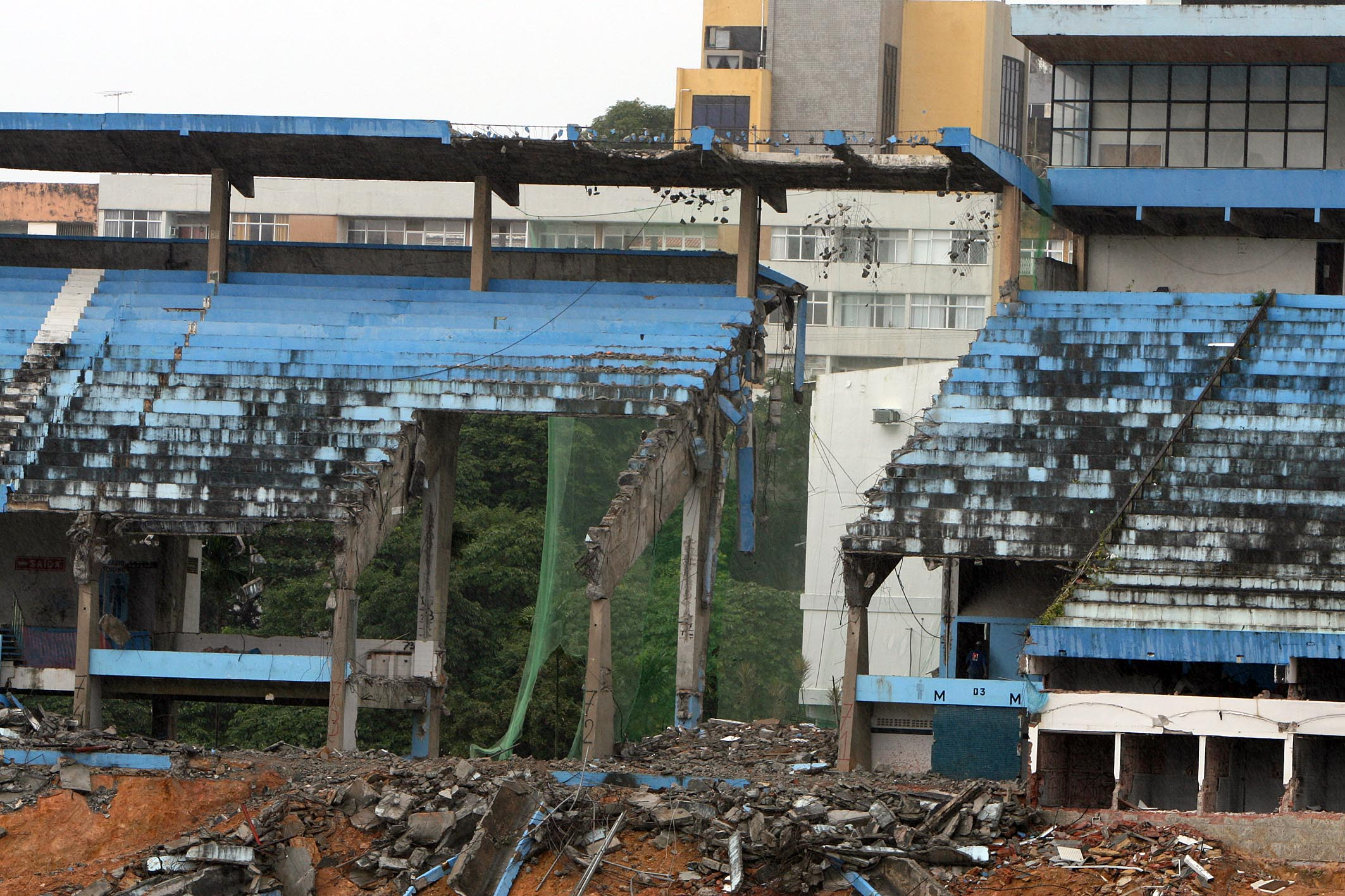
Processo de demolição do estádio em agosto de 2010.

O Governo estadual também promoveu uma consulta pública a servir de sugestões para a reconstrução e operação ao edital da nova arena, em que 50% referiram-se à capacidade do estádio. Diante disso, o Governo optou por reduzir a capacidade final de 60 mil para 50 mil lugares devido a fatores como o desenho arquitetônico, as limitações de espaço e o custo final de construção. A capacidade do estádio permitia à Salvador disputar vaga para sediar jogos até as quartas de final do Mundial de 2014 e jogos da Copa das Confederações de 2013.
As obras de construção da nova arena ficaram a cargo das empresas Odebrecht (atual Novonor) e OAS, que começaram em maio de 2010 com a colocação de tapumes no entorno do antigo estádio da Fonte Nova e a preparação do canteiro de obras para a demolição das velhas estruturas. O governo baiano optou pela demolição total da praça esportiva.
Com isso, o ginásio poliesportivo, a piscina olímpica e a pista de atletismo que funcionavam no local também precisaram ser demolidas, o que causou críticas por falta desses equipamentos esportivos na cidade.
A demolição total aconteceu em 29 de agosto de 2010 e foi seguido da etapa de reciclagem dos materiais de demolição, concluída em meados de novembro do mesmo ano, que gerou 77,5 mil toneladas de material, que foi 100% reutilizado. 90% do concreto britado do antigo estádio foi reaproveitado na própria Arena e o restante em obras públicas de Salvador.

### Construção

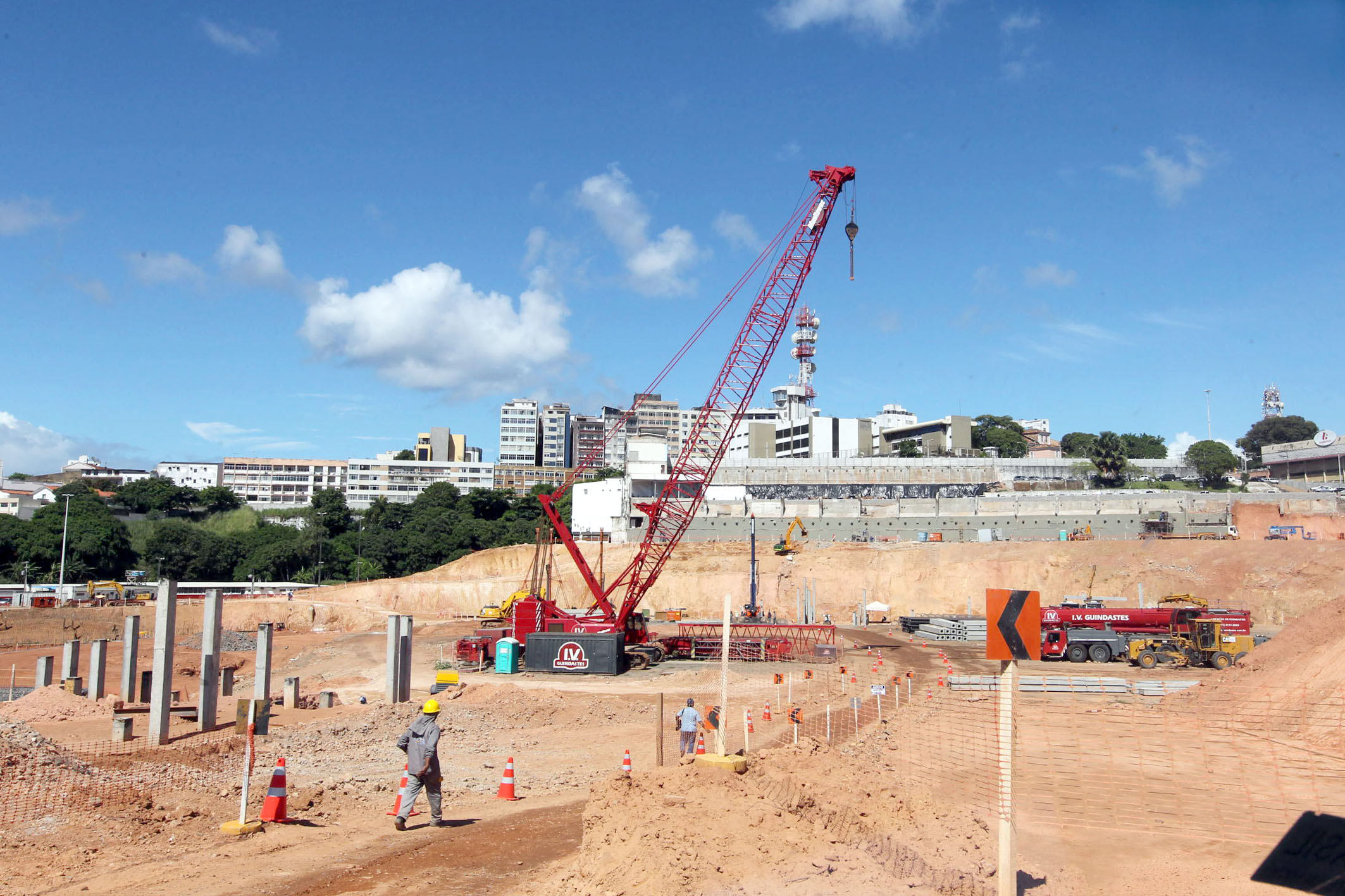
Obras no estádio em fevereiro de 2011.

Em dezembro de 2011, o estádio já estava com 38% de avanço físico e contava com 2 100 pessoas entre homens e mulheres, sendo que foram finalizadas as etapas de demolição, reciclagem do concreto, terraplenagem e fundações da Arena. As próximas etapas seriam os serviços de montagem da superestrutura (pré-moldada e moldada in loco), com pilares, vigas e lajes. Também foi iniciada a colocação das vigas de sustentação às arquibancadas.
Em janeiro de 2012, o estádio foi visitado pelo secretário geral da FIFA, Jérôme Valcke, que se mostrou satisfeito com o adiantamento das obras e elogiou a capital baiana. No dia 2 de fevereiro de 2012, após pouco menos de um ano e meio depois da demolição do antigo estádio, a Arena Fonte Nova ultrapassou 50% das obras, tornando-se o segundo estádio com as obras mais adiantadas dentre os doze que sediarão a Copa do Mundo de 2014, atrás apenas do Castelão, em Fortaleza. Ao fim do mês de agosto do mesmo ano, atingiu então 70% das obras concluídas, sendo agora o quarto estádio mais avançado, devido ao adiantamento das obras do Estádio Nacional de Brasília e do Mineirão, em Belo Horizonte.
Dois meses depois, ao fim de outubro e já em andamento o processo de içamento dos cabos da cobertura do estádio — nesse processo a Arena efetivou um processo inédito no Brasil e o segundo realizado na América Latina: o Big Lift, o grande içamento dos cabos de aço tensionados da cobertura, que reuniu uma equipe altamente qualificada de engenheiros da Alemanha, Suíça, França e Estados Unidos —, as obras atingiram 80% de conclusão. A chamada superestrutura do estádio, composta por pilares, vigas, lajes e pelas arquibancadas, foi totalmente concluída no mês de agosto, e posteriormente foi iniciada a instalação da cobertura. Esta estrutura será revestida por uma membrana impermeável, autolimpante e translúcida. No total, serão 36 mil m² para cobrir os cerca de 50 mil assentos da Arena Fonte Nova.
Já em processo de conclusão, as obras da Arena Fonte Nova iniciaram o ano de 2013 atingindo quase 91% de avanço físico. Mais de seis frentes de serviços estavam sendo realizadas paralelamente. No que se referia aos acabamentos, os pisos estavam 96% finalizados e os revestimentos 87%. As instalações hidráulicas, elétricas e de TI chegaram a 88% e o edifício-garagem com 85% da estrutura executada. Mais de 12% da membrana da cobertura da Arena Fonte Nova já havia sido instalada. Tais dados foram fechados em 31 de dezembro.

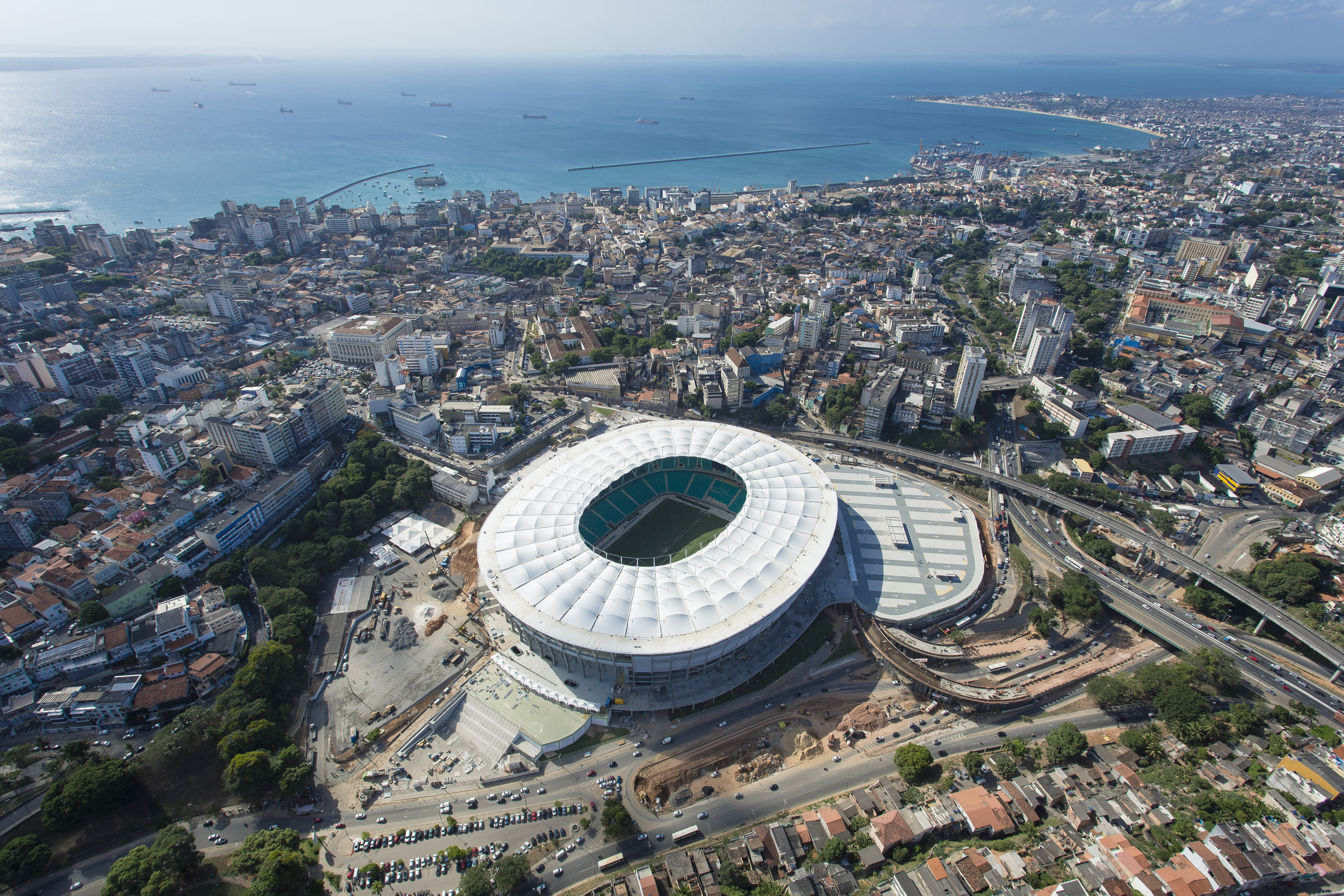
Vista aérea da Arena Fonte Nova e seu entorno em março de 2013.

O processo de colocação dos assentos da Arena, que foi iniciada em dezembro do ano passado, estava 30% concluída no início de janeiro. As cores utilizadas nas cadeiras remetem a tons de verde utilizados na marca do projeto e simbolizam as águas esverdeadas do Dique do Tororó, lagoa que fica nas imediações do estádio. Alguns dos espaços VIPs já estavam prontas, juntamente com a decoração e mobiliário.
O plantio do gramado foi concluído no final do mês de janeiro e uma nova parte das 50 mil cadeiras das arquibancadas já haviam sido colocadas. No mesmo mês 3 150 colaboradores, entre administrativo, operários, engenheiros, técnicos e terceirizados, se revezaram em três turmas que trabalhavam 22 horas por dia.
Em março o consórcio responsável pelas obras entregou simbolicamente o estádio ao Governo do Estado. Com 99% das obras concluídas, e faltando apenas os reparos finais e testes dos seus equipamentos. Foi o terceiro estádio (depois do Castelão e Mineirão) a ficar pronto e o primeiro construído do zero para as Copa das Confederações e do Mundo. Ao todo, foram mais de 10 mil pessoas envolvidas desde a implosão da antiga estrutura, edificação do novo equipamento, até chegar à atual fase de operação.

#### Inauguração

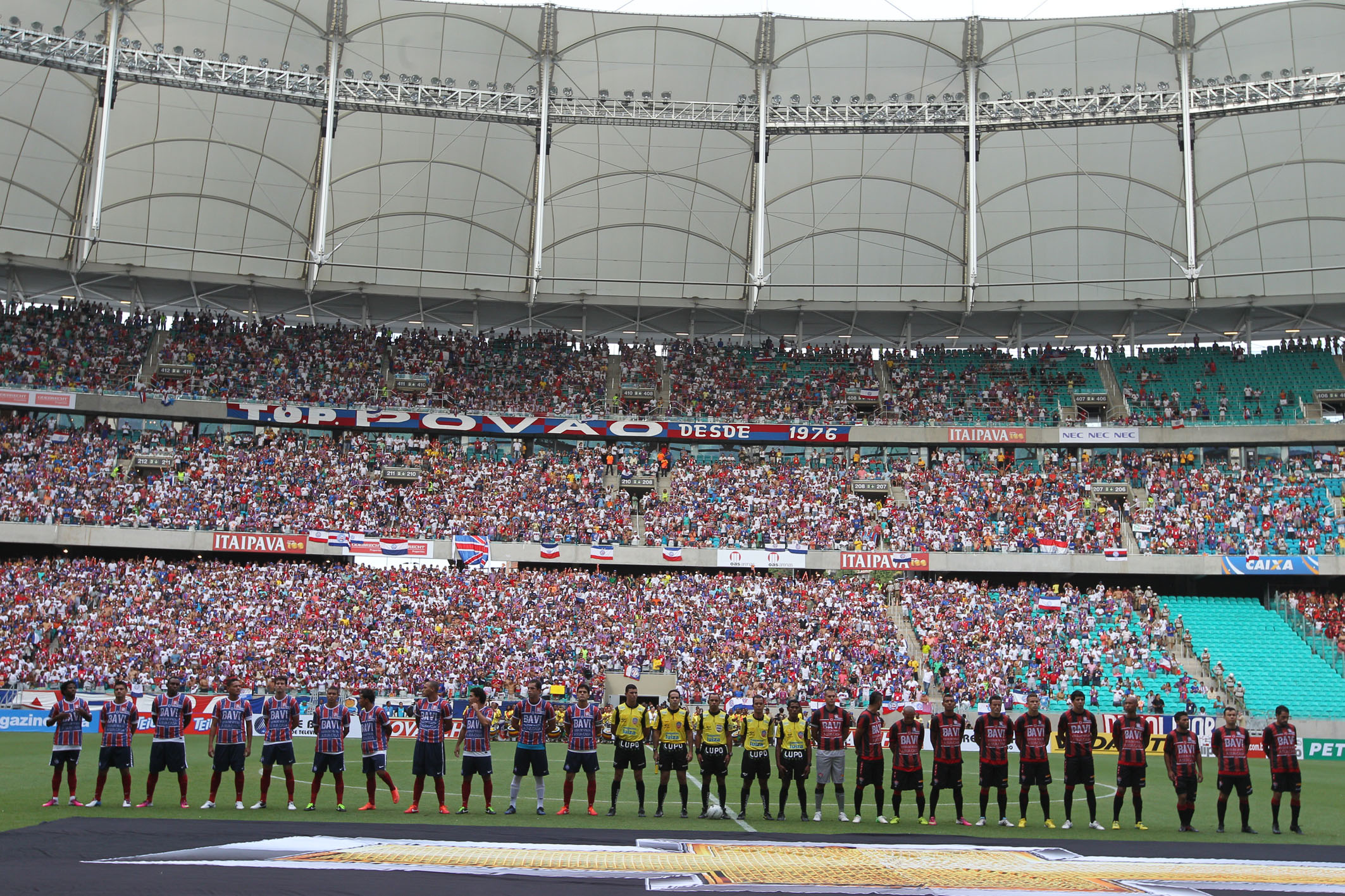
Jogadores de Bahia e Vitória perfilados na partida de inauguração do estádio, em 7 de abril de 2013.

A presidente Dilma Rousseff participou da inauguração oficial da Arena, depois de 2 anos e 8 meses de construção, a convite do Governador do Estado, Jaques Wagner, em evento realizado no dia 5 de abril de 2013. A cerimônia ainda contou com a presença de autoridades como o Ministro dos Esportes, Aldo Rebelo, dos Transportes, César Borges, da Justiça, José Eduardo Cardozo, a ministra da Secretaria de Políticas da Promoção da Igualdade Racial, Luiza Bairros, além de representantes do Consórcio Arena Salvador. Os administradores afirmam que é um novo produto turístico da cidade.
Já a partida inaugural ocorreu em 7 de abril no maior clássico do Estado, o Ba-Vi, válida pela quarta rodada do Campeonato Baiano. Antes do jogo começar, houve uma programação cultural com apresentações de artistas baianos; as cantoras Ivete Sangalo, Cláudia Leitte, Mariene de Castro e Márcia Short, o cantor Dan Miranda (vocalista da banda Filhos de Jorge), o grupo Olodum e o ator Fábio Lago estavam presentes.
No jogo, o meia Renato Cajá do Vitória fez o primeiro gol da Arena Fonte Nova, na goleada de 5 a 1 de seu time, aos 41 minutos do primeiro tempo numa cobrança de pênalti. O público presente foi de 37 410 pessoas, sendo 37 274 pagantes, gerando uma renda de 1 954 900,00 de reais (um milhão, novecentos e cinquenta e quatro mil e novecentos reais), um recorde do futebol baiano até então.
No segundo clássico Ba-Vi que ocorreu no estádio, em 28 de abril, se deu o evento-teste oficial antes da Copa das Confederações. Nessa ocasião, profissionais do Comitê Organizador Local (COL) acompanharam detalhes da operação em aspectos de sete áreas de serviços na Fonte Nova: Competições, Limpeza e Coleta de Resíduos, Segurança, Serviços ao Espectador, Serviços Médicos, Tecnologia da Informação e Transporte.

### Concessão enamings rights

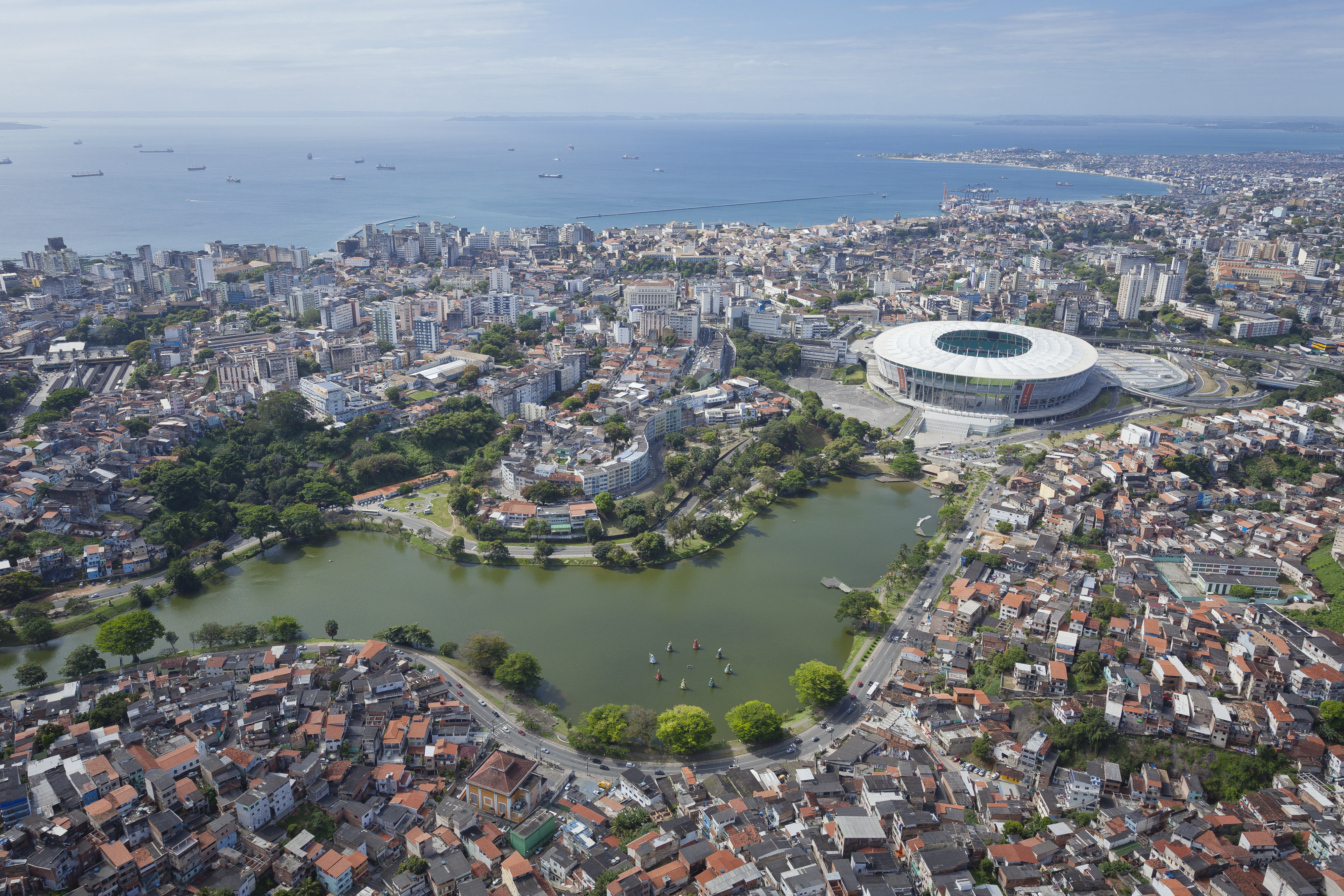
Vista aérea da Arena e do Dique do Tororó.

A Arena Fonte Nova foi construída pela Fonte Nova Negócios e Participações (FNP), concessionárias formadas pelas empresas OAS e Odebrecht (atual Novonor) (Consórcio Arena Salvador), que cuidará da administração, operação e manutenção da nova arena pelos próximos 35 anos, conforme contrato de parceria público-privada (PPP) celebrada entre a concessionária e o Governo do Estado da Bahia em 2010.
Ao longo desse período, a FNP vai viabilizar a organização, produção e execução de eventos dos mais variados tipos e tamanhos, tornando a Arena Fonte Nova um projeto rentável e que promova o desenvolvimento sustentável da região e sirva como uma verdadeira arena multiúso. Após esse período, a Arena Fonte Nova retorna ao controle do Governo da Bahia.
Em dezembro de 2023, o consórcio responsável pela gestão da Arena Fonte Nova fechou um novo acordo para a venda dos naming rights para a empresa de apostas Casa de Apostas após o fim do contrato com a marca de cerveja Itaipava que permaneceu por dez anos. Em fevereiro de 2024, a transação foi finalizada, resultando na mudança do nome para Casa de Apostas Arena Fonte Nova.
A empresa de apostas online adquiriu os naming rights da Fonte Nova por um período de quatro anos, pagando cerca de R$ 52 milhões. A assessoria da Arena confirmou a informação por meio de nota, destacando que o contrato inclui contrapartidas para todos os eventos sediados no local, como jogos de futebol e shows. Além disso, o acordo engloba outras parcerias comerciais, elevando o montante total das propriedades comerciais da Arena para aproximadamente R$ 13 milhões anuais, totalizando cerca de R$ 52 milhões ao longo do contrato.

## Projeto arquitetônico e estrutura

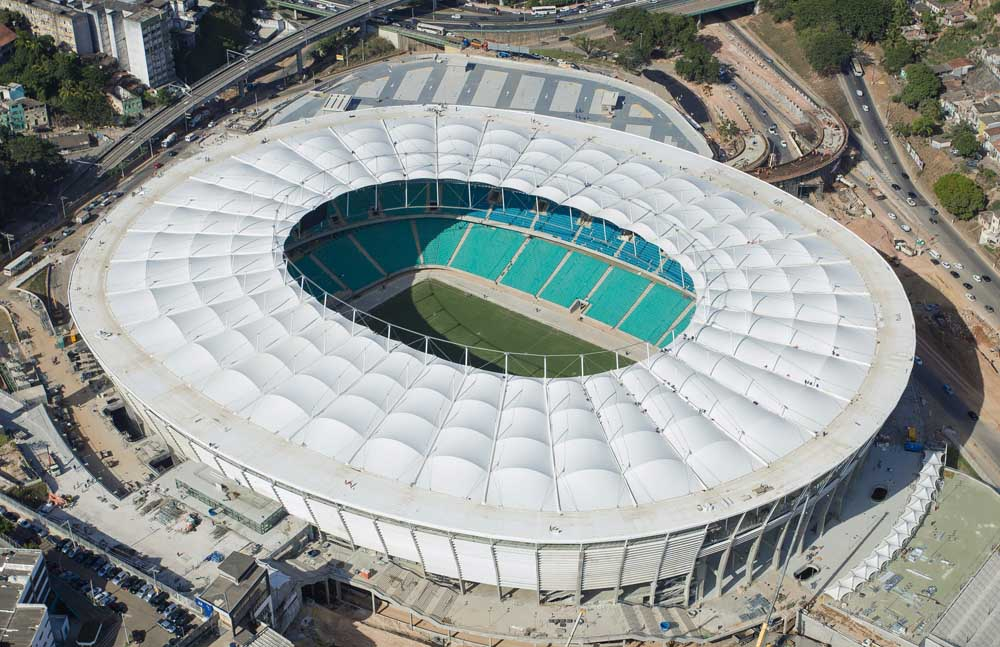
Fotografia aérea da Arena Fonte Nova.

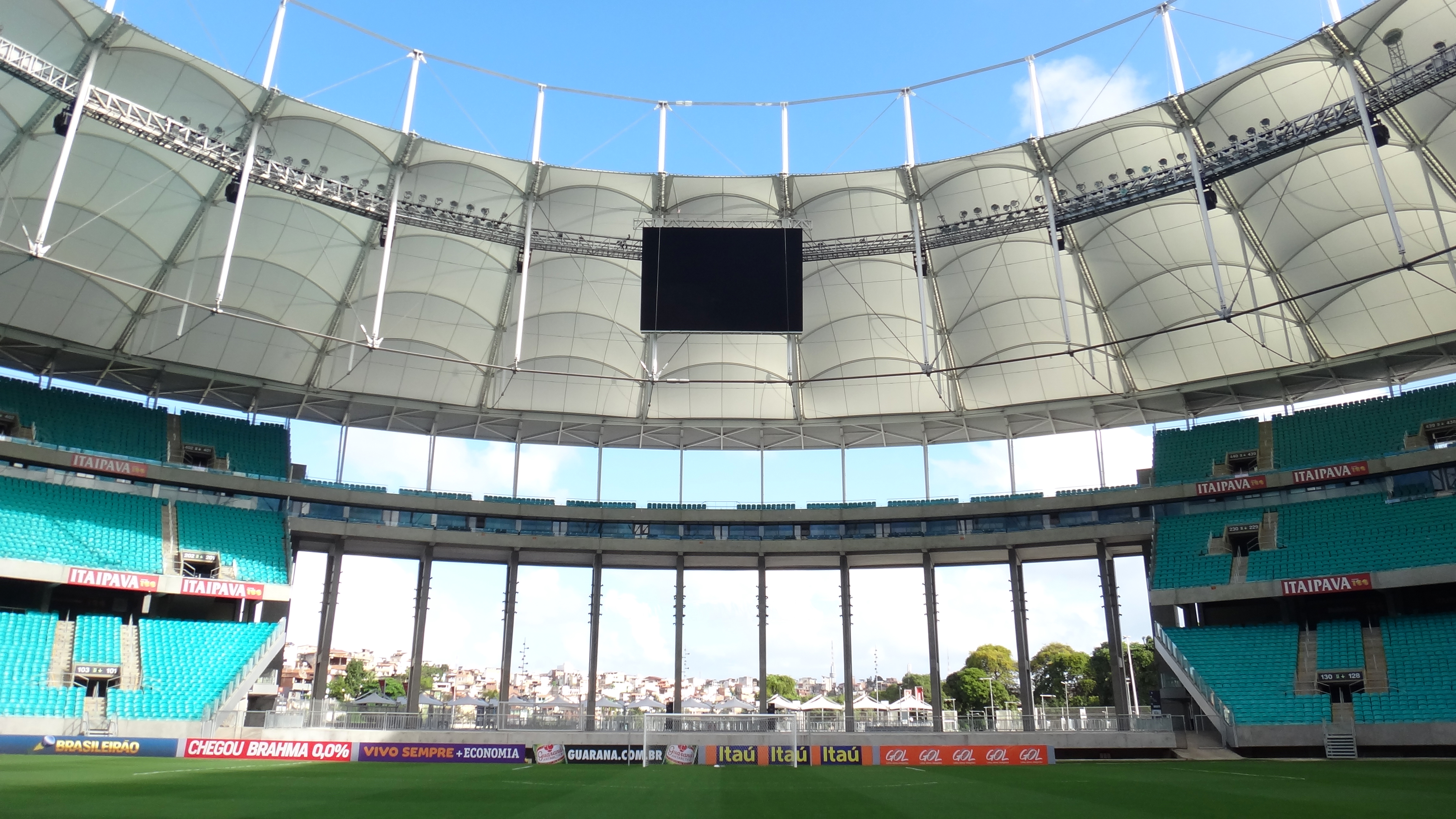
Interior do estádio com vista da abertura no Setor Sul.

O partido arquitetônico original foi mantido, com o design que combina a tradição do estádio antigo (preservando o formato de ferradura, isto é, a abertura para o Dique do Tororó como uma reverência). No chamado Setor Sul permanece a abertura voltada para o Dique do Tororó, único manancial natural da cidade, tombado pelo Instituto do Patrimônio Histórico e Artístico Nacional (IPHAN), que além de preservar o formato do antigo estádio também serve para garantir ventilação natural e suprir de forma complementar como palco para a realização de shows, congressos, feiras, festivais, desfiles etc, sem prejuízo nenhum para o gramado. A sua forma de construção permite não só uma boa ventilação, mas permite o uso durante todo o ano para diversos eventos. A Arena Fonte Nova tem 3 níveis de arquibancadas divididos em 10 níveis de pavimentos. Uma característica da nova arena foi a aproximação das arquibancadas do campo, otimizando as condições de visibilidade do público. Foi instalado dois telões de 100 m², com resolução superior à Full HD de 578 polegadas, com tecnologia SMD, que fornece imagens mais nítidas.
Foi construído um edifício-garagem com dois níveis de pavimentos e a cobertura protege em 100% dos assentos, com tecnologia que protege da forte incidência solar de Salvador e da chuva, e um sistema que reutiliza a água para a irrigação do gramado e uso nos sanitários. O gramado utilizado é da espécie Bermuda Celebration, indicada para climas tropicais, com sistema de drenagem a vácuo, sendo a mais eficiente para fortes chuvas.
O arquiteto Marc Duwe afirmou ter se inspirado no estádio da Copa do Mundo de 2006, o AWD-Arena, do Hannover 96; em colaboração com a empresa alemã de engenharia RFR Stuttgart foi desenvolvido o material da cobertura da Arena. A cobertura foi projetada especialmente para o conforto do público, filtrando a luz do sol em até 70%, reduzindo o calor mas permitindo a iluminação. A membrana utilizada na cobertura é do tipo translúcida com estrutura tensionada protegendo toda a arquibancada; entre as características da membrana translúcida, é flexível, resistente e autolimpante. O material é confeccionado em plástico de alta performance, reforçado com fibras de vidro. Além disso, é resistente às correntes de ventos. Para a escolha dos brises mais adequados da fachada ao orçamento da obra e às condições climáticas de Salvador, foram feitos vários estudos até se chegar aos de alumínio, considerados a melhor opção. As análises iniciais previam tubos de acrílico. Os brises revestem 9.740 metros quadrados da fachada.

### Segurança e sustentabilidade
Construída com tecnologia de ponta, a nova Arena contará com um avançado sistema de segurança, com o qual terá 240 câmeras de circuito interno distribuídos das catracas à cobertura do estádio, permitindo o monitoramento em todos os pontos da Arena Fonte Nova, e, além disso, se um possível incidente ocorrer na Arena, o tempo de evacuação será de oito minutos. O conforto é outro atrativo do equipamento que terá uma moderna cobertura sustentada por uma estrutura tensionada por cabos e treliças. Essa estrutura é então coberta com uma membrana impermeável tipo PTFE, que diminui de 30% a 40% o consumo de aço e representa uma economia de matéria-prima, o que é ambientalmente favorável.
O projeto da Arena Fonte Nova prevê outras medidas de sustentabilidade ecológica que atendem ao programa Green Goal da FIFA nos itens: economia de água, reúso do esgoto tratado, aproveitamento da água da chuva, diminuição e reciclagem do lixo gerado, sustentabilidade energética, ventilação e iluminação natural. A Arena já está inscrita no programa de autenticação da U.S. Green Building Council (USGBC), que concede aos empreendimentos que atendem aos critérios ambientais instituídos pela ONG, o Leadership in Energy and Environmental Design (LEED), certificação e orientação ambiental para edificações utilizado em 143 países, e possui o intuito de incentivar a transformação dos projetos, obra e operação das edificações, sempre com foco na sustentabilidade de suas atuações. Foi a primeira arena multiuso do mundo a receber Certificação Internacional de Qualidade ISO 9001 do Sistema de Gestão de Qualidade para o Escopo de Construção de Arenas Multiuso e a primeira arena do Brasil a conquistar o nível prata da certificação internacional LEED. A Arena Fonte Nova também terá uma usina de energia solar que vai gerar toda a energia necessária para o seu funcionamento, reduzindo o consumo de energia em até 10%.

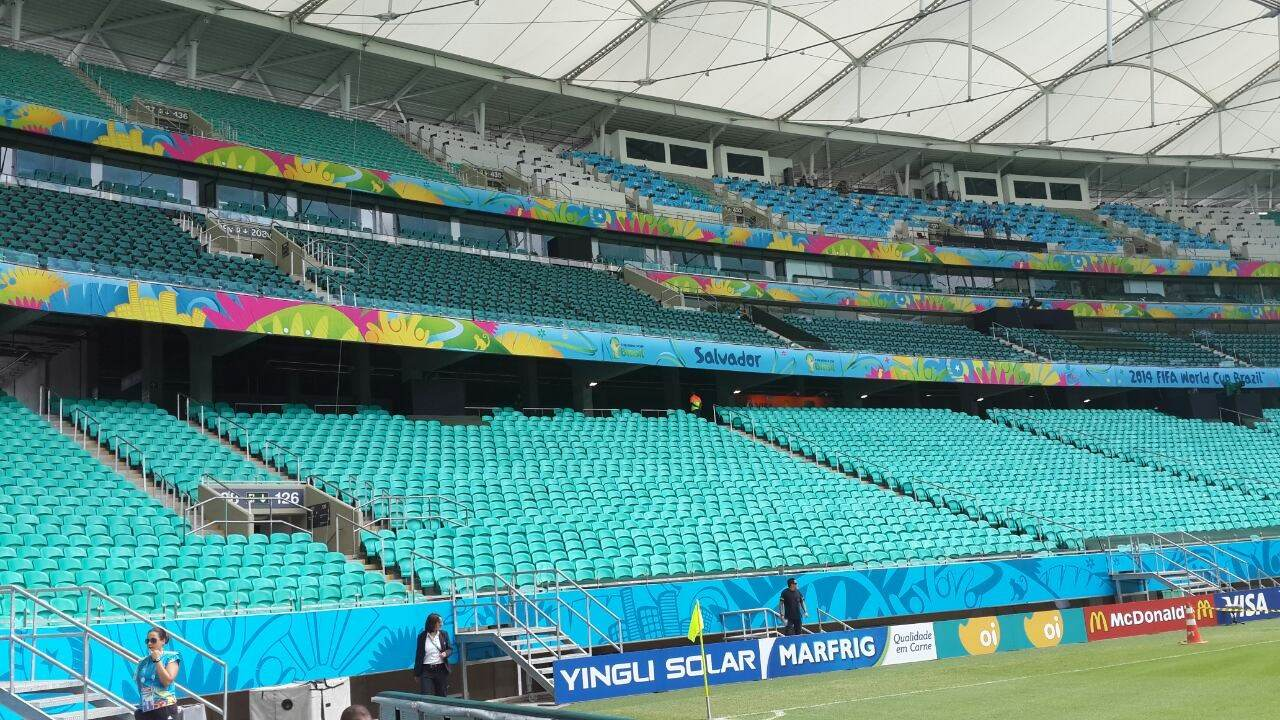
Arquibancadas do estádio durante a Copa do Mundo FIFA de 2014.

### Setorização
A Fonte Nova tem cinco divisões, que por sua vez estão subdivididas. Os setores são: Norte, Leste (arquibancada inferior, cadeira especial — arquibancada intermediária e arquibancada superior), Oeste (arquibancada inferior, e arquibancada intermediária e superior), Sul (mirante e arquibancada superior) e Lounge Premium. Para jogos como campeonato estadual e brasileiro, os ingressos geralmente são vendidos nas bilheterias do próprio estádio e em lojas localizadas nos shoppings de Salvador. O acesso também é setorizado. O portão Oeste 2, situado na Rua Rui Barbosa, dá acesso ao Lounge Premium e camarotes nos dias de jogo. Quem vai para os assentos do setor Norte, além das arquibancadas intermediária e superior do setor Leste, deve utilizar os portões Norte 1 e Norte 2. O portão Sul, por sua vez, dá acesso a todo o Setor Oeste e Sul, além das cadeiras inferiores do setor Leste.

### Localização e acessos
A Fonte Nova fica localizada às margens do Dique do Tororó, região central da cidade e perto do porto e a 23,1 km do aeroporto via Avenida Luís Viana Filho (Paralela). Os torcedores precisam descer dos ônibus nas avenidas próximas ao Dique — Avenida Mário Leal Ferreira (Bonocô) e Avenida Vasco da Gama — e andar até a Arena. Três estações de metrô ficam próximas: Campo da Pólvora (a aproxidamente 600m do estádio), Brotas e Lapa e um terminal rodoviário, o Terminal da Lapa.
As principais vias de acesso para chegar ao estádio são as Avenidas Bonocô e Vasco da Gama. Os torcedores também podem chegar ao estádio pelo bairro de Nazaré e pela Ladeira dos Galés, no bairro de Brotas.

### Entorno
A PPP do contrato previu intervenções da região que envolve a Arena, de modo entrar no cálculo do retorno do investimento do consórcio. Isso inclui possibilidades de investimentos como shopping, hotel, o funcionamento de uma unidade avançada de universidade nas dependências da nova arena e torres comerciais, com o intuito de transformá-lo num centro de negócios que funcione 24 horas por dia e se somarão ao conteúdo Futebol.

## Competições e eventos

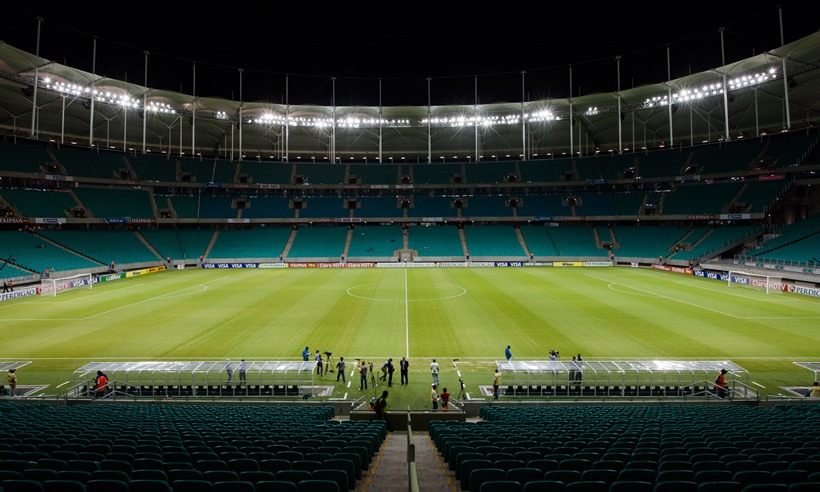
Vista do estádio à noite.

Dentre as competições de destaque que utilizaram a Arena Fonte Nova como palco estão a Copa do Mundo FIFA de 2014 e os Jogos Olímpicos de Verão de 2016. Sobre este último, apesar da cidade-sede do evento ser o Rio de Janeiro, partidas do futebol masculino e feminino também foram realizados em outras cinco cidades, dentre elas está Salvador, onde jogos ocorreram na Arena Fonte Nova, aproveitando os investimentos da Copa do Mundo. Foram dez partidas disputadas, sendo sete do futebol masculino e três do feminino. Recebeu partidas da Seleção Brasileira pelas Eliminatórias da Copa do Mundo de 2018 e 2026. O estádio foi confirmado também como uma das sedes que irão receber partidas da Copa América de 2019 e da Copa do Mundo de Futebol Feminino de 2027. Desde sua inauguração recebe o principal clássico futebolístico estadual, o Ba-Vi.

### Partidas futebolísticas
Dentre as partidas de futebol ocorridas na Fonte Nova, destacam-se os seguintes:
|     | Data                   | Equipes                                                        | Público | Competição                              | Referências          |
| --- | ---------------------- | -------------------------------------------------------------- | ------- | --------------------------------------- | -------------------- |
| 1.  | 7 de abril de 2013     | Bahia 1 – 5 Vitória (primeiro Ba-Vi, mando do Bahia)           | 37 274  | Campeonato Baiano de 2013               | [ 88 ] [ 89 ] [ 90 ] |
| 2.  | 28 de abril de 2013    | Vitória 2 – 1 Bahia (segundo Ba-Vi, mando do Vitória)          | 27 406  | Campeonato Baiano de 2013               | [ 91 ] [ 92 ]        |
| 3.  | 20 de junho de 2013    | Nigéria 1 – 2 Uruguai                                          | 26 769  | Copa das Confederações de 2013          | [ 93 ] [ 94 ]        |
| 4.  | 22 de junho de 2013    | Itália 2 – 4 Brasil                                            | 48 874  | Copa das Confederações de 2013          | [ 95 ]               |
| 5.  | 30 de junho de 2013    | Uruguai 2 (2) – (3) 2 Itália (disputa pelo 3º lugar)           | 43 382  | Copa das Confederações de 2013          | [ 96 ]               |
| 6.  | 21 de julho de 2013    | Vitória 0 – 0 Bahia (primeiro Ba-Vi na Série A após nove anos) | 36 996  | Campeonato Brasileiro de 2013           | [ 97 ]               |
| 7.  | 13 de junho de 2014    | Espanha 1 – 5 Holanda                                          | 48 173  | Copa do Mundo de 2014                   | [ 98 ]               |
| 8.  | 16 de junho de 2014    | Alemanha 4 – 0 Portugal                                        | 51 081  | Copa do Mundo de 2014                   | [ 99 ]               |
| 9.  | 20 de junho de 2014    | Suíça 2 – 5 França                                             | 51 003  | Copa do Mundo de 2014                   | [ 100 ]              |
| 10. | 25 de junho de 2014    | Bósnia e Herzegovina 3 – 1 Irã                                 | 48 011  | Copa do Mundo de 2014                   | [ 101 ]              |
| 11. | 1º de julho de 2014    | Bélgica 2 – 1 Estados Unidos (oitavas-de-final)                | 51 227  | Copa do Mundo de 2014                   | [ 102 ]              |
| 12. | 5 de julho de 2014     | Holanda 0 (4) – (3) 0 Costa Rica (quartas-de-final)            | 51 179  | Copa do Mundo de 2014                   | [ 103 ]              |
| 13. | 16 de janeiro de 2015  | Bahia 3 – 2 Shakhtar Donetsk                                   | 17 213  | Jogo amistoso                           | [ 104 ]              |
| 14. | 22 de abril de 2015    | Bahia 0 – 1 Ceará (final)                                      | 40 805  | Copa do Nordeste de 2015                | [ 105 ]              |
| 15. | 3 de maio de 2015      | Bahia 6 – 0 Vitória da Conquista (final)                       | 20 914  | Campeonato Baiano de 2015               | [ 106 ]              |
| 16. | 17 de novembro de 2015 | Brasil 3 – 0 Peru                                              | 45 558  | Eliminatórias da Copa do Mundo de 2018  | [ 107 ]              |
| 17. | 21 de novembro de 2015 | Vitória 3 – 0 Luverdense (jogo da subida do Vitória à Série A) | 41 348  | Campeonato Brasileiro de 2015 - Série B | [ 108 ]              |
| 18. | 8 de maio de 2016      | Bahia 1 – 0 Vitória (final)                                    | 20 804  | Campeonato Baiano de 2016               | [ 109 ]              |
| 19. | 4 de agosto de 2016    | México 2 – 2 Alemanha                                          | 16 500  | Jogos Olímpicos de 2016                 | [ 110 ] [ 111 ]      |
| 20. | 4 de agosto de 2016    | Fiji 0 – 8 Coreia do Sul                                       | 16 000  | Jogos Olímpicos de 2016                 | [ 112 ] [ 113 ]      |
| 21. | 7 de agosto de 2016    | Fiji 1 – 5 México                                              | 11 200  | Jogos Olímpicos de 2016                 | [ 114 ] [ 115 ]      |
| 22. | 7 de agosto de 2016    | Alemanha 3 – 3 Coreia do Sul                                   | 17 121  | Jogos Olímpicos de 2016                 | [ 116 ] [ 117 ]      |
| 23. | 9 de agosto de 2016    | Austrália 6 – 1 Zimbabwe                                       | 5 115   | Jogos Olímpicos de 2016                 | [ 118 ] [ 119 ]      |
| 24. | 9 de agosto de 2016    | Nova Zelândia 0 – 3 França                                     | 7 530   | Jogos Olímpicos de 2016                 | [ 120 ] [ 121 ]      |
| 25. | 10 de agosto de 2016   | Japão 1 – 0 Suécia                                             | 17 821  | Jogos Olímpicos de 2016                 | [ 122 ] [ 123 ]      |
| 26. | 10 de agosto de 2016   | Dinamarca 0 – 4 Brasil                                         | 41 067  | Jogos Olímpicos de 2016                 | [ 124 ] [ 125 ]      |
| 27. | 12 de agosto de 2016   | China 0 – 1 Alemanha                                           | 9 642   | Jogos Olímpicos de 2016                 | [ 126 ] [ 127 ]      |
| 28. | 13 de agosto de 2016   | Nigéria 2 – 0 Dinamarca                                        | 30 307  | Jogos Olímpicos de 2016                 | [ 128 ] [ 129 ]      |
| 29. | 7 de julho de 2018     | Bahia 0 – 0 Sampaio Corrêa (final)                             | 45 378  | Copa do Nordeste de 2018                | [ 130 ]              |
| 30. | 15 de junho de 2019    | Argentina 0 – 2 Colômbia                                       | 38 376  | Copa América de 2019                    |                      |
| 31. | 18 de junho de 2019    | Brasil 0 – 0 Venezuela                                         | 39 622  | Copa América de 2019                    |                      |
| 32. | 21 de junho de 2019    | Equador 1 – 2 Chile                                            | 11 946  | Copa América de 2019                    |                      |
| 33. | 23 de junho de 2019    | Colômbia 1 – 0 Paraguai                                        | 11 313  | Copa América de 2019                    |                      |
| 34. | 29 de junho de 2019    | Uruguai 0 (4) – (5) 0 Peru (quartas-de-final)                  | 11 313  | Copa América de 2019                    |                      |
| 35. | 28 de outubro de 2022  | Bahia 1 – 1 Guarani (maior público entre clubes do estádio)    | 48 464  | Campeonato Brasileiro de 2022 - Série B | [ 132 ]              |
| 36. | 19 de novembro de 2024 | Brasil 1 – 1 Uruguai                                           | 41 511  | Eliminatórias da Copa do Mundo de 2026  | [ 133 ]              |

#### Ba-Vis
Todos os Ba-Vis disputados na Arena Fonte Nova.
|     | Data                   | Competição                      | Placar | Gols do Bahia                                           | Gols do Vitória                                                                  |
| --- | ---------------------- | ------------------------------- | ------ | ------------------------------------------------------- | -------------------------------------------------------------------------------- |
| 1.  | 7 de abril de 2013     | Campeonato Baiano               | 1 – 5  | Zé Roberto 67'                                          | Renato Cajá 41' · Maxi Biancucchi 50' · Michel 57' · Vander 74' · Escudero 83'   |
| 2.  | 28 de abril de 2013    | Campeonato Baiano               | 1 – 2  | Titi 52'                                                | Michel 20' · Mansur 32'                                                          |
| 3.  | 12 de maio de 2013     | Final - Campeonato Baiano       | 3 – 7  | Fernandão 40' 47' · Adriano "Michael Jackson" 89'       | Gabriel Paulista 2' · Dinei 13' 46' 58' 90' · Fabrício 21' · Maxi Biancucchi 65' |
| 4.  | 21 de julho de 2013    | Campeonato Brasileiro           | 0 – 0  |                                                         |                                                                                  |
| 5.  | 9 de outubro de 2013   | Campeonato Brasileiro           | 2 – 0  | Rafael Miranda 16' · Fernandão 25'                      |                                                                                  |
| 6.  | 23 de março de 2014    | Campeonato Baiano               | 2 – 0  | Rhayner 11' · Lincoln 24'                               |                                                                                  |
| 7.  | 6 de abril de 2014     | Final - Campeonato Baiano       | 2 – 0  | Anderson Talisca 38' · Fahel 79'                        |                                                                                  |
| 8.  | 11 de maio de 2014     | Campeonato Brasileiro           | 1 – 1  | Pará 90+4'                                              | Souza 39'                                                                        |
| 9.  | 21 de setembro de 2014 | Campeonato Brasileiro           | 1 – 2  | Kieza 5'                                                | Kadu 8' · Luiz Gustavo 52'                                                       |
| 10. | 3 de outubro de 2015   | Campeonato Brasileiro - Série B | 1 – 3  | Kieza 19s'                                              | Escudero 28' · Rhayner 58' · Diego Renan 83'                                     |
| 11. | 13 de março de 2016    | Campeonato Baiano               | 0 – 2  |                                                         | Vander 46' · Tiago Real 59'                                                      |
| 12. | 8 de maio de 2016      | Final - Campeonato Baiano       | 1 – 0  | Feijão 20'                                              |                                                                                  |
| 13. | 9 de abril de 2017     | Campeonato Baiano               | 1 – 2  | Alan Costa 57'                                          | Cleiton Xavier 44' · Kanu 48'                                                    |
| 14. | 30 de abril de 2017    | Copa do Nordeste                | 2 – 0  | Allione 37' · Régis 59'                                 |                                                                                  |
| 15. | 3 de maio de 2017      | Final - Campeonato Baiano       | 1 – 1  | Tiago 33'                                               | Armero 77'                                                                       |
| 16. | 22 de outubro de 2017  | Campeonato Brasileiro           | 2 – 1  | Mendoza 46' · Edigar Junio 88'                          | Wallace 82'                                                                      |
| 17. | 1 de abril de 2018     | Final - Campeonato Baiano       | 2 – 1  | Edigar Junio 24' · Vinícius 53'                         | Luan 58'                                                                         |
| 18. | 22 de julho de 2018    | Campeonato Brasileiro           | 4 – 1  | Zé Rafael 14' · Vinícius 25' · Tiago 65' · Gilberto 66' | Lucas 72'                                                                        |
| 19. | 3 de fevereiro de 2019 | Copa do Nordeste                | 1 – 1  | Gilberto 18'                                            | Matheus Rocha 63'                                                                |
| 20. | 10 de março de 2019    | Campeonato Baiano               | 0 – 0  |                                                         |                                                                                  |
| 21. | 8 de fevereiro de 2020 | Copa do Nordeste                | 0 – 2  |                                                         | Thiago Carleto 23' · Vico 41'                                                    |
| 22. | 29 de janeiro de 2023  | Campeonato Baiano               | 1 – 0  | Kayky 17'                                               |                                                                                  |
| 23. | 5 de março de 2023     | Copa do Nordeste                | 1 – 1  | Jacaré 45+3'                                            | Osvaldo 8'                                                                       |
| 24. | 20 de março de 2024    | Copa do Nordeste                | 2 – 1  | Jean Lucas 35' · Kanu 45+2'                             | Alerrandro 9'                                                                    |
| 25. | 7 de abril de 2024     | Campeonato Baiano               | 1 – 1  | Everton Ribeiro 19'                                     | Wagner Leonardo 13'                                                              |
| 26. | 11 de agosto de 2024   | Campeonato Brasileiro           | 2 – 0  | Everton Ribeiro 14' · Luciano Juba 90+7'                |                                                                                  |

### Espetáculos musicais
Alguns dos principais shows ocorridos na Arena Fonte Nova.
|    | Data                    | Atração                                                                                | Público | Referências                     |
| -- | ----------------------- | -------------------------------------------------------------------------------------- | ------- | ------------------------------- |
| 1. | 14 de dezembro de 2013  | Ivete Sangalo                                                                          | 40 mil  | [ 146 ] [ 147 ] [ 148 ]         |
| 2. | 8 de janeiro de 2014    | David Guetta                                                                           | 20 mil  | [ 149 ] [ 150 ]                 |
| 3. | 22 de fevereiro de 2014 | Elton John                                                                             | 40 mil  | [ 152 ] [ 153 ] [ 154 ] [ 155 ] |
| 4. | 29 de novembro de 2014  | Roberto Carlos                                                                         | 40 mil  | [ 157 ]                         |
| 5. | 18 de dezembro de 2015  | Orquestra Juvenil da Bahia e Ivete Sangalo, Claudia Leitte, Preta Gil, Carlinhos Brown | 25 mil  | [ 159 ]                         |
| 6. | 20 de outubro de 2017   | Paul McCartney                                                                         | 53 mil  | [ 161 ]                         |
| 7. | 28 de julho de 2018     | Tribalistas                                                                            | 18 mil  | [ 163 ]                         |
| 8. | 17 de outubro de 2018   | Roger Waters                                                                           | 28 mil  | [ 165 ]                         |
| 9. | 13 de julho de 2019     | Sandy & Junior                                                                         | 30 mil  |                                 |